# Bjässhammarn
Bjässhammarn – miejscowość (småort) w Szwecji w gminie Sundsvall w regionie Västernorrland. Około 56 mieszkańców.